# Rudolf Vostatek
Rudolf Vostatek (25. února 1920 Homberg – ?) byl český fotbalový záložník a trenér.

## Hráčská kariéra
Po skončení druhé světové války byl v Jugoslávii u obnovení klubu Tekstilac Varaždin (později znám jako Varteks Varaždin), kde byl hrajícím trenérem v nižších soutěžích. V československé lize nastoupil za Sokol Teplice ve třech utkáních, aniž by skóroval.

### Prvoligová bilance
| Ročník             | Zápasy | Góly | Minuty | Klub              |
| ------------------ | ------ | ---- | ------ | ----------------- |
| I. liga 1948       | 3      | 0    | 270    | JTO Sokol Teplice |
| CELKEM I. ČS. LIGA | 3      | 0    | 270    |                   |

## Trenérská kariéra
Ve Varaždínu byl hrajícím trenérem.